# ساچوپریون
ساچوپریون (به انگلیسی: Suchoprion) گونه ای از خزنده سانان بودند که در دوره تریاس در نواحی آمریکا شمالی زندگی می‌کردند و در اطراف نهر و رودخانه‌ها سکونت داشتند. ساختار کلی بدن آنها به تمساح شبیه بود. ۶۵سانتی‌متر ارتفاع، ۴۲۰کیلوگرم وزن و حدود ۵ متر هم طول داشت؛ و در زمان ظهور اولین گونه‌های تمساح تکامل یافته به تدریج ناپدید شدند. اسکلت این جانور در سال ۱۸۷۷ در پنسیلوانیا یافت شد.

## تغذیه
این موجود با توجه به این که در کنار نهرها و رودخانه‌ها زندگی می‌کرده و ساختار بدنی شبیه تمساح امروزی داشته و می‌توانست جاندارانی از قبیل ماهی‌ها و پتروسور‌های کوچک و دوزیستان را شکار کند شناگر چابکی بود و می‌توانست با سرعت ۱۵ کیلومتر بر ساعت شما کند و این جانور سختی زیادی را برای شکار متحمل نمی‌شد. به نظر می‌رسد مانند تمساح امروزی شکار می‌کرده‌است.

## زندگی
با توجه به این که قطعات کوچکی از اسکلت این جانور باقی بانده، نمی‌توان حدس زد که چه نوع موجودی بوده‌است. برخی از دانشمندان معتقدند که نوعی ساروپود بوده ولی با توجه به این که قطعات کوچکی از اسکلت این جانور باقی بانده، نمی‌توان دقیقاً فهمید که از چه نژاد، گونه و دسته ای بوده‌است. وی صفحات استخوانی در روی سطح بدنش داشته که در برابر شکارچیان بزرگتر از خود محافظت کند